# Oxypoda islandica
Oxypoda islandica är en skalbaggsart som beskrevs av Ernst Gustav Kraatz 1857. Oxypoda islandica ingår i släktet Oxypoda, och familjen kortvingar. Arten är reproducerande i Sverige.